# Przemysł samochodowy

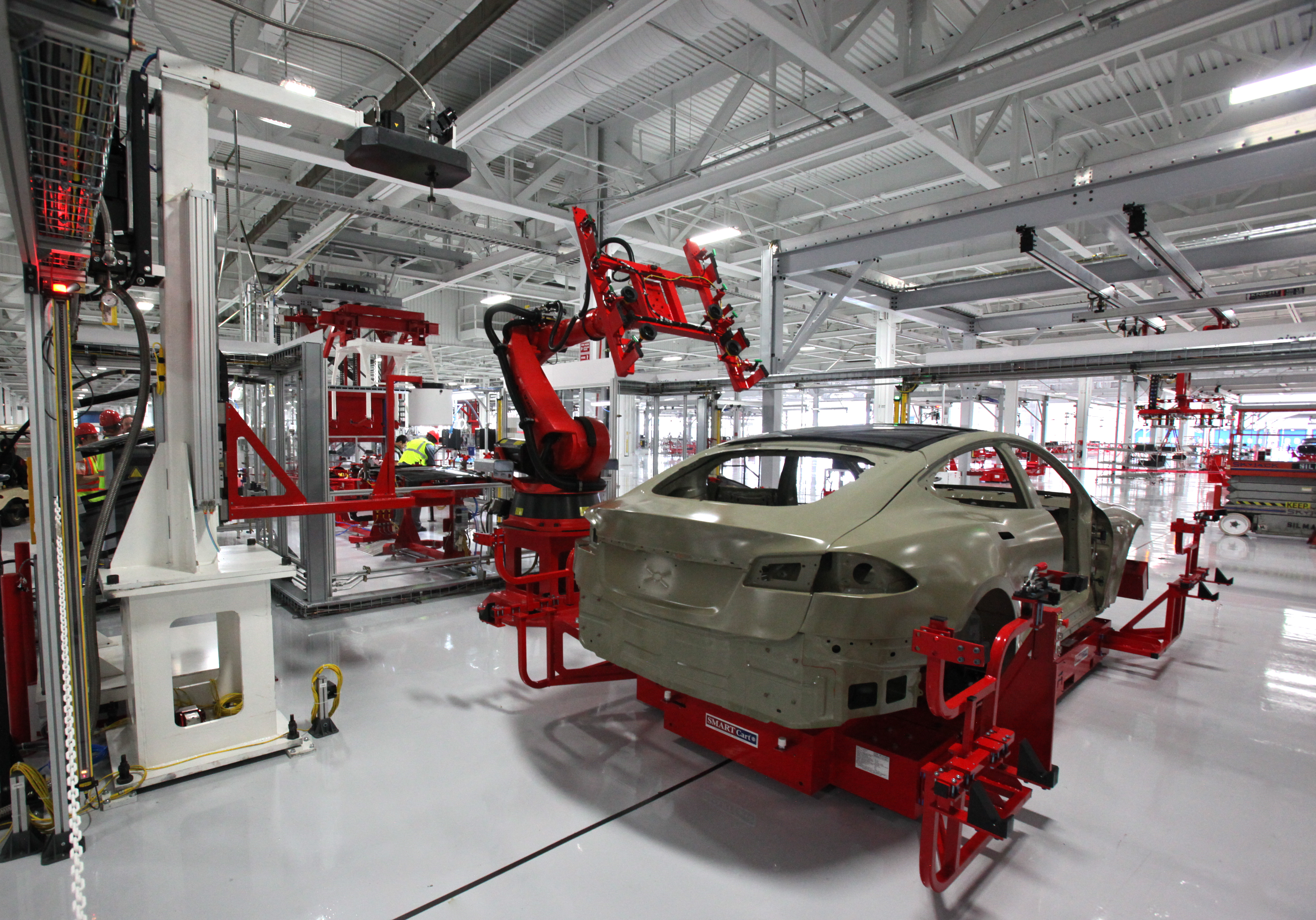
Montaż samochodów

Przemysł samochodowy – pojęcie obejmujące szerokie spektrum przedsiębiorstw i organizacji zaangażowanych w projektowanie, produkcję, marketing i sprzedaż samochodów. Jest to jedna z najważniejszych gałęzi przemysłu według przychodów. Sukces sprzedaży odnotowany przez dany koncern przyciąga do niego wielu inwestorów i akcjonariuszy, gotowych do podjęcia współpracy i zainwestowania pieniędzy. Wśród nich znajdują się firmy zajmujące się zarządzaniem aktywami lub banki inwestycyjne. Często się nawet powtarzają u różnych potentatów branży motoryzacyjnej, jak np. Vanguard Group lub BlackRock w Hyundai Motor Group i General Motors lub The Bank of Tokyo-Mitsubishi w Suzuki Motor i Mitsubishi Motors. Inwestorem może zostać także sam koncern, który kupuje udziały konkurencyjnego przedsiębiorstwa. Tak jest np. u Fuji Heavy Industries, producenta Subaru, którego właścicielem 16,8% akcji jest Toyota, a 34% Mitsubishi Motors należy do Nissana.

## Historia

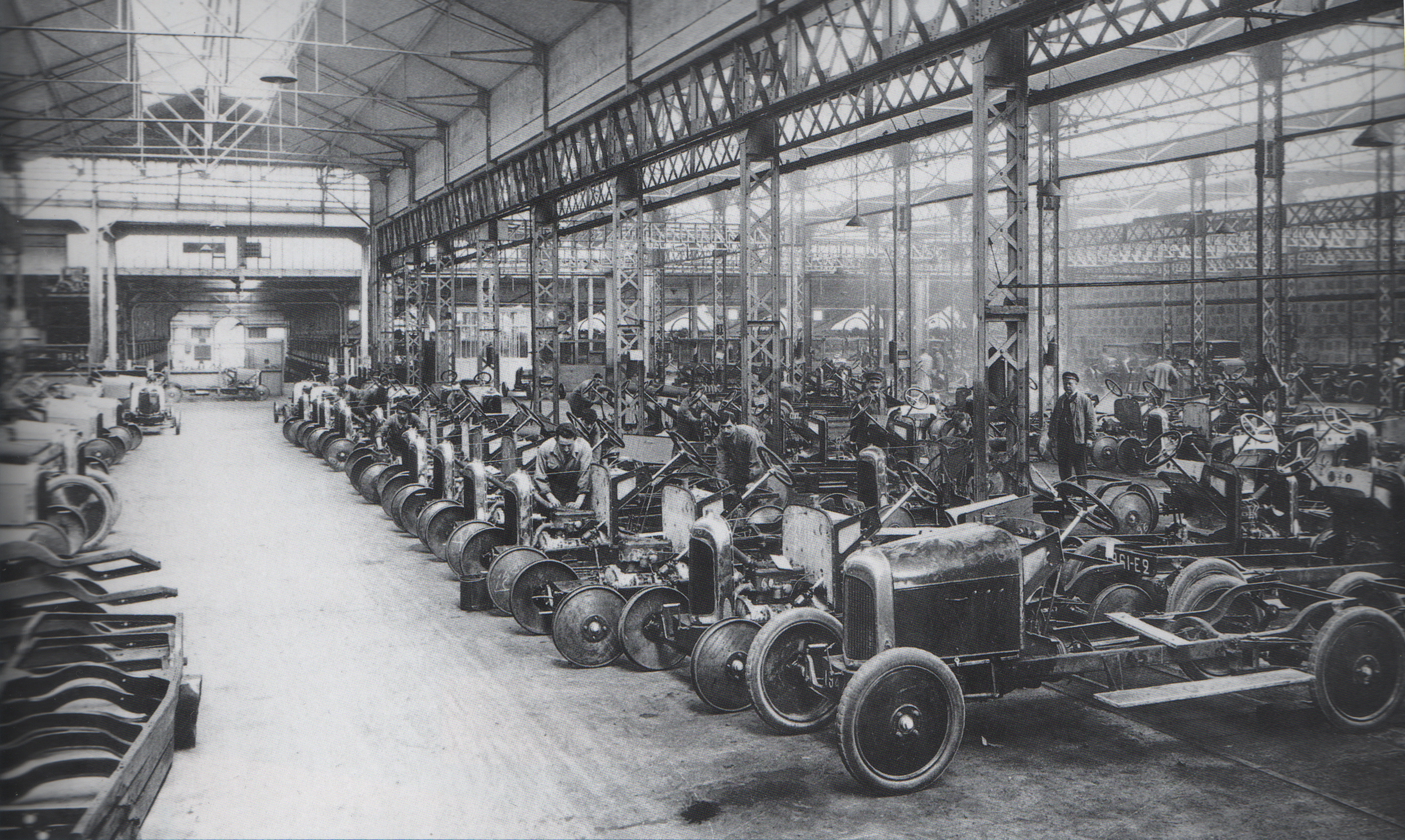
Linia montażowa Citroëna (1918)

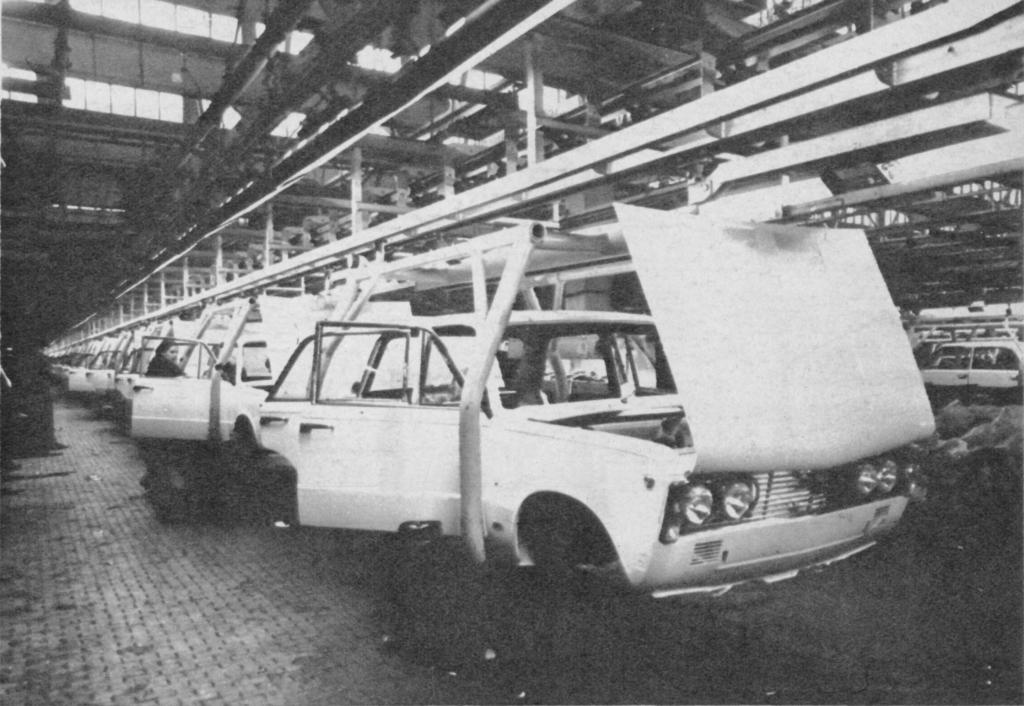
Linia montażowa FSO (1974)

Produkcja samochodów rozpoczęła się w Stanach Zjednoczonych w latach 90. XIX wieku. W 1929 roku przed wielkim kryzysem świat liczył 32 028 500 samochodów w użyciu, z czego w USA zostało wyprodukowanych 90% z nich.

## Najwięksi producenci samochodów
Najwięksi producenci według liczby wyprodukowanych sztuk w 2017:
1. Toyota
2. Volkswagen
3. Hyundai
4. General Motors
5. Ford
6. Nissan
7. Honda
8. FIAT
9. Renault
10. PSA